# Такэбаси (станция)
Станция Такэбаси (яп. 竹橋駅 такэбаси эки) — железнодорожная станция на линии Тодзай расположенная в специальном районе Тиёда, Токио. Станция обозначена номером T-08. Была открыта 16-го марта 1966 года. В непосредственной близости от станции расположен Императорский дворец Токио. На станции установлены автоматические платформенные ворота.

## Планировка станции
Две платформы бокового типа и два пути.
| 1 | ○ Линия Тодзай | Отэмати, Ураясу, Ниси-Фунабаси, Тоё-Кацутадай    |
| 2 | ○ Линия Тодзай | Иидабаси, Такаданобаба, Накано, Линия Тюо Митака |

## Близлежащие станции
| «         |  | Линия        |  | »       |
| --------- |  | ------------ |  | ------- |
| Кудансита |  | Линия Тодзай |  | Отэмати |